# BHBUS
O BHBUS é o Plano de Reestruturação do Sistema de Transporte Coletivo de Belo Horizonte, criado em 1997 pela BHTRANS para reestruturar e reorganizar o transporte público da capital mineira.

## Origem
Antes do BHBUS, o transporte coletivo de Belo Horizonte era organizado nos moldes de outro sistema de transporte, o Probus. Esse sistema englobava não só a capital, mas toda a Região Metropolitana de Belo Horizonte, e era baseado na conexão de bairros da capital e da RMBH com o Centro e outros principais pólos urbanos como a Cidade Industrial, Barreiro e Venda Nova. Com o passar dos anos, o Probus começou a saturar o transporte coletivo e a Prefeitura de Belo Horizonte começou a elaborar novos projetos de transporte para a capital. Daí surgiu a ideia de criar um sistema próprio para Belo Horizonte, fora dos moldes do Probus.

## Características do Sistema
No BHBUS, ao invés de ligar diretamente os bairros com os pólos, são construídas Estações de Integração entre linhas do transporte coletivo, ou seja, o usuário passa a fazer baldeação nas estações. Os passageiros embarcam em seu bairro nas linhas de pequeno porte, denominadas Alimentadoras, e, ao desembarcarem na estação, baldeiam para as linhas de grande porte, denominadas Troncais ou Estruturais. Nesse sistema, há a integração entre as tarifas das duas linhas utilizadas, através do Cartão BHBUS ou em dinheiro, reduzindo o gasto com transporte. Essa baldeação entre linhas é denominada Sistema Tronco-Alimentado. Também há o Sistema Interbairros, que liga regiões distantes ou pólos urbanos importantes com o centro ou com outros pólos e corredores urbanos de Belo Horizonte.

## Tipos de Linhas

### Cores
No sistema BHBUS, cada linha é organizada em grupos que prestam um serviço de transporte na cidade. São eles:
| Tipo de Linha                         | Subsistema Tronco-Alimentado (circulação nas áreas mais distantes do centro através de ônibus integrados às estações de integração) | Subsistema Interbairros (circulação na região central da cidade e complementa o sistema tronco-alimentado)                                      |
| ------------------------------------- | --- | --- |
| Alimentadoras (cor amarela)           | Fazem a ligação bairro-estações-bairro e integração com o metrô. | |
| Troncais e Semi-Expressas (cor verde) | Realizam viagens que interligam as estações com o centro, com outras estações outros polos, além de circularem nos principiais corredores de transporte. Podem ser Expressas, ou seja, sem pontos de parada no itinerário e nos corredores, ou Paradoras, que vão ao centro da cidade, parando nos pontos. | No caso das Semi-Expressas ligam um bairro distante à região central de Belo Horizonte passando pelos principais corredores                     |
| Interbairros (cor laranja)            | Fazem o percurso bairro a bairro sem passar pela área central. | Fazem o percurso bairro a bairro sem passar pela área central.                                                                                  |
| Circulares (cor amarela)              | | Atendem à área central. |
| Diametrais e Radiais (cor azul)       | | Fazem a ligação entre regiões e corredores passando pelo Hipercentro (diametrais) ou ligam as regiões e corredores com o hipercentro (radiais). |

### Numeração
As linhas de ônibus são dividas em numeração - geralmente 4 números - feitos de acordo com as regiões da cidade onde o ônibus tem seu ponto inicial e final:
- 0 - Hipercentro
- 1 - Regional Centro-Sul(com exceção do hipercentro)
- 2 - Regional Oeste
- 3 - Regional Barreiro
- 4 - Regional Noroeste
- 5 - Regional Pampulha
- 6 - Regional Venda Nova
- 7 - Regional Norte
- 8 - Regional Nordeste
- 9 - Regional Leste

Como exemplo, a linha 8103 (Nova Floresta - Santa Lúcia), sai da regional Nordeste (8) e vai para a regional Sul (1) e a linha 5201 (Dona Clara - Buritis), sai da regional Pampulha (5) e vai para a regional Oeste (2). Os números são sempre formados do maior para o menor. Os dois outros números são apenas para diferenciar as linhas, e começam a partir de 01 para ônibus diametrais, 30 para os que vão só até o centro e voltam (9030, por exemplo) e 50 para os interbairros (8150, por exemplo).
A exceção a este esquema de numeração, ficam com as linhas circulares que iniciam com o prefixo SC de Sistema Circular (ex: SC01, SC02), e não seguem o padrão de numeração; E as linhas executivas com o prefixo SE de Sistema Executivo (ex: SE01, SE02). A numeração delas é meramente para identificação as linhas, com o prefixo identificando a rota e a natureza.

## Estações BHBUS
Com o intuito de integrar as linhas do Sistema Tronco-Alimentado, o BHBUS vem implantando as Estações BHBUS, que são os terminais de integração do Sistema. Atualmente existem seis terminais em operação na cidade. São eles:
- Estação Diamante: Foi o primeiro terminal implantado, em 1997. Integra as linhas alimentadoras do Barreiro com as troncais que vão em direção ao Centro, Hospitais e ao BH Shopping. Diariamente, 50 mil pessoas passam pela estação.
- Estação Venda Nova: Inaugurada em 2000, localiza-se na região de mesmo nome e integra as linhas da Regional, que vão para o Centro, Hospitais, Savassi, Santo Agostinho e a ALMG. 65 mil pessoas por dia utilizam as 15 linhas alimentadoras e as 4 troncais.
- Estação São Gabriel: Foi o primeiro terminal integrado ao Metrô de Belo Horizonte. O objetivo é integrar o Sistema Tronco-Alimentado com o Metrô e garantir mais mobilidade urbana para a região. A estação se localiza no bairro São Gabriel e tem um movimento de 40 mil pessoas por dia. Recentemente, algumas linhas interurbanas e interestaduais da Rodoviária de Belo Horizonte foram transferidas para o Terminal, para garantir mais mobilidade e para iniciar a transferência da Rodoviária para o local,  integra as linhas das regionais Norte e Nordeste em direção ao Centro, Hospitais, Savassi e BH Shopping.
- Estação Barreiro: É o maior dos terminais BHBUS em operação, com cem mil passageiros dia. Assim como a Estação Diamante, integra as linhas do Barreiro com as linhas Troncais em direção ao Centro, Barro Preto, Hospitais, Via expressa, Savassi e BH Shopping. o Terminal e ligado com o Via Shopping Barreiro, um grande Shopping Center da região.
- Estação José Candido da Silveira: É o menor terminal em operação, com apenas 5 mil passageiros dia. Somente 4 linhas se integram no local para baldeação com o Metrô de Belo Horizonte.
- Estação Vilarinho: É o maior terminal construído em Belo Horizonte, localizado em Venda Nova. Com movimento diário estimado de 120 mil pessoas, atende, juntamente com a Estação Venda Nova e a Estação Pampulha, toda a Regional Venda Nova. Desde Maio/2014, é integrada ao Sistema MOVE. Assim como a Estação Barreiro, é interligada a um shopping, o Shopping Estação BH. É integrada ao Metrô e ao sistema Tronco-Alimentado.
- Estação Pampulha: Inaugurada em Maio de 2014 especialmente para atender ao sistema MOVE, possui demanda diária de 100 mil passageiros. Há dois pavimentos. No primeiro, estão localizadas as plataformas das linhas troncais totalmente integradas à pista exclusiva de ônibus das Avenidas Presidente Antônio Carlos e Dom Predo I. No segundo pavimento se localizam as plataformas de linhas alimentadoras. É servida atualmente por 15 linhas alimentadoras e 12 troncais.

## BHBUS e o BRT
Em 2008, a BHTRANS anunciou a implantação de novas regras para o transporte coletivo de BH. Entre elas, estavam a divisão do gerenciamento em 4 concessionárias de transporte que terão direito de explorar o sistema por 20 anos. Além disso, será adotado na cidade o Bus Rapid Transit, um sistema de transporte rápido sobre Ônibus implantado com grande eficiência em Curitiba e São Paulo) e que consiste na implantação do Corredores exclusivos de ônibus nas principais vias urbanas. Nesses corredores, são construídos estações de embarque e desembarque onde os passageiros podem embarcar nos veículos com conforto e segurança. O BRT em Belo Horizonte foi adotado como sistema de transporte coletivo para a Copa de 2014 no qual BH foi cidade-sede. A primeira linha do BRT, batizado MOVE, foi inaugurado em março de 2014.